# 達信 (繙譯進士)
達信（？年—？年）,荊州駐防滿洲鑲白旗人，同治六年（1867年）丁卯科繙譯舉人，光緒二年（1876年）繙譯進士。曾任工部主事，改選知縣。